# Barbara Mayen
Barbara Mayen (* 3. Juli 1956 in Bamberg) ist eine deutsche Juristin. Sie war seit 2001 Richterin, seit 2012 Vorsitzende Richterin am Bundesgerichtshof.

## Leben
Nach Abschluss ihrer juristischen Ausbildung trat sie im Jahr 1986 in den höheren Justizdienst des Landes Nordrhein-Westfalen ein. Sie war als Richterin auf Probe beim Landgericht Bonn und Amtsgericht Bonn eingesetzt und wurde 1989 zur Richterin am Landgericht Bonn ernannt. Von 1993 bis 1996 war sie als wissenschaftliche Mitarbeiterin an den Bundesgerichtshof abgeordnet. Im Anschluss daran wurde Mayen zur Richterin am Oberlandesgericht Köln befördert. Mitte 1999 erfolgte ihre Abordnung an das Justizministerium des Landes Nordrhein-Westfalen.
Am 1. November 2001 wurde Mayen zur Richterin am Bundesgerichtshof ernannt. Von 2001 bis 2012 gehörte sie dem XI. Zivilsenat des Bundesgerichtshofs und war ab 2009 die Vertreterin der Präsidialrichterin. Im April 2012 wurde ihr der Vorsitz im IV. Zivilsenat übertragen.
Von 2002 bis 2010 gehörte Mayen dem Dienstgericht des Bundes an. Vom 1. Januar 2017 bis zum 31. Dezember 2020 war sie Vorsitzende des Dienstgerichtes des Bundes. Ihr Nachfolger wurde zum 1. Januar 2021 Rüdiger Pamp.
Am 31. Mai 2022 trat Barbara Mayen in den Ruhestand.